# Пшоняк, Войцех
Войцех Зыгмунт Пшоняк (пол. Wojciech Zygmunt Pszoniak; 2 мая 1942, Львов — 19 октября 2020, Варшава) — польский актёр театра, кино, телевидения и кабаре; также театральный педагог. В последние годы жил и работал также во Франции.

## Биография
Войцех Пшоняк родился во Львове. После 1945 года его семья переехала в Гливице. С 1959 года он выступал в любительских и студенческих театрах, в 1961 году создал любительское кабаре «Красный Жираф». Дебютировал в болгарском телесериале «Происшествие на тупиковой улице» (Произшествия на сляпата улица) в 1965 году. Актёрское образование получил в Государственной высшей театральной школе в Кракове, которую окончил в 1968 году. Актёр театров в Кракове и Варшаве, выступал тоже во французских театрах. В 1974—1980 годах преподаватель Театральной академии им. Зельверовича в Варшаве. С 1969 года выступал в спектаклях польского «театра телевидения».

## Избранная фильмография
- 1965 — Происшествие на тупиковой улице / Произшествия на сляпата улица (Болгария)
- 1970 — Лицо ангела / Twarz anioła (Польша)
- 1972 — Пилат и другие / Pilatus und Andere — Ein Film für Karfreitag (ФРГ) — Иешуа Га-Ноцри
- 1972 — Дьявол / Diabeł (ПНР) — Дьявол
- 1974 — Первый правитель (Гнездо) / Gniazdo (ПНР) — Мешко I, князь племени полян
- 1974 — Земля обетованная / Ziemia obiecana (ПНР) — Мориц Вельт
- 1976 — Теневая черта / Smuga cienia (Польша / Великобритания)
- 1976 — Я — мотылёк, или Роман сорокалетнего / Motylem jestem, czyli romans 40-latka (ПНР)
- 1977 — Дело Горгоновой / Sprawa Gorgonowej (ПНР)
- 1979 — Жестяной барабан / Die Blechtrommel (ФРГ / Франция / ПНР / Югославия) — Файнгольд
- 1979 — Ария для атлета / Aria dla atlety (ПНР)
- 1979 — Голем / Golem (ПНР) — заключённый
- 1981 — Лимузин Даймлер-Бенц / Limuzyna Daimler-Benz (ПНР / ФРГ)
- 1982 — Дантон / Danton (Франция / Польша) — Робеспьер
- 1982 — Аустерия / Austeria (Польша)
- 1984 — Диагональ слона / La Diagonale du fou (Франция) — гроссмейстер Фелтон из команды Фромма
- 1985 — Горькая жатва / Bittere Ernte (ФРГ)
- 1986 — Я ненавижу актёров / Je hais les acteurs (Франция)
- 1986 — С моими горячими слезами / Mit meinen heißen Tränen (Австрия)
- 1988 — Годы сэндвичей / Les années sandwiches (Франция)
- 1988 — Убить священника / To Kill A Priest / Le Complot (США / Франция) — картежник
- 1989 — Двое / Deux (Франция)
- 1989 — Красная Венеция / Rouge Venise (Франция / Италия)
- 1990 — Корчак / Korczak (Польша / Германия / Великобритания) — Януш Корчак
- 1992 — Бал недотёп (Парад уродов) / Le Bal des casse-pieds (Франция)
- 1992 — Виновность невиновного, или Когда лучше спать / Coupable d’innocence ou Quand la raison dort (Франция / Польша) — Карл Оттенхаген
- 1993 — Ветер с востока / Vent d’est (Франция) — полковник Чеко
- 1995 — Взгляд Улисса / Το Βλέμμα του Οδυσσέα / Le Regard d’Ulysse (Греция / Франция / Италия)
- 1996 — Страстная неделя / Wielki tydzień (Польша / Германия / Франция) — пан Замойский
- 1997 — Брат нашего Бога |Brat naszego Boga (Польша / Германия / Италия) — незнакомец
- 2000 — Вторая жизнь / Deuxième vie (Франция)
- 2000 — Байланд / Bajland (Польша)
- 2001 — Хаос / Chaos (Франция)
- 2003 — Обет молчания / Le Pacte du silence (Франция)
- 2004 — Гадюка в кулаке / Vipère au poing (Франция / Великобритания)
- 2007 — Стачка — героиня Гданьска / Strajk — Die Heldin von Danzig (Германия / Польша)
- 2010 — Мистификация / Mistyfikacja (Польша) — парикмахер Пинно
- 2011 — Победитель / Wygrany / The Winner (Польша / США)
- 2011 — Крот / Kret / La Dette (Польша / Франция)
- 2011 — Варшавская битва. 1920 / 1920 Bitwa Warszawska (Польша) — генерал Максим Вейган
- 2011 — Чёрный четверг / Czarny czwartek / (Польша) — Владислав Гомулка, первый секретарь ЦК ПОРП

## Признание
- 1975, 1979 — Награда за роль — Опольские театральное сопоставления.
- 1975, 1977 — Награда за роль — Калишские театральные встречи.
- 1975 — Награда 2-й ступени Министра культуры и искусства ПНР.
- 1975 — Золотой Крест Заслуги (Польша).
- 1983 — Награда за роль — VII Монреальский международный кинофестиваль.
- 1991 — Награда председателя «Комитета кинематографии».
- 2007 — Золотая медаль «За заслуги в культуре Gloria Artis».
- 2008 — Кавалер Ордена «За заслуги» (Франция).
- 2011 — Командор Ордена Возрождения Польши.